# Arturo Armando Molina
Arturo Armando Molina Barraza (ur. 6 sierpnia 1927 w San Salvadorze, zm. 19 lipca 2021) – salwadorski polityk, prezydent Salwadoru w latach 1972–1977.
Był członkiem Partii Pojednania Narodowego.